# مايكل هاليداي
مايكل ألكسندر كيركوود هاليداي (13 أبريل 1925 - 15 أبريل 2018) (بالإنجليزية: Michael Alexander Kirkwood Halliday)‏ لغوي إنجليزي، ساهم في مجال اللسانيات النظامية. · 

## مسيرته
ولد مايكل هاليداي سنة 1925 بإنجلترا. تخرّج من جامعة لندن مجازا في اللغة الصينية وآدابها، تحصل بعدها على شهادة دكتوراه في اللسانيات الصينية من جامعة كامبرج. درّس اللغة الصينية واهتم باللسانيات وطوّر النحو الوظيفي النظامي. شغل منصب أستاذ بجامعة لندن سنة 1965، وفي سنة 1976 انتقل إلى أستراليا حيث عُيّن أستاذا في اللسانيات بجامعة سيدني.
كتب هاليداي باللغة الإنجليزية حوالي ثلاثين كتابا ومقالة، كما كتب بالفرنسية والألمانية.

## روابط خارجية
- مايكل هاليداي على موقع الموسوعة البريطانية (الإنجليزية)
- مايكل هاليداي على موقع الموسوعة البريطانية (الإنجليزية)